# Posmrtná fotografie

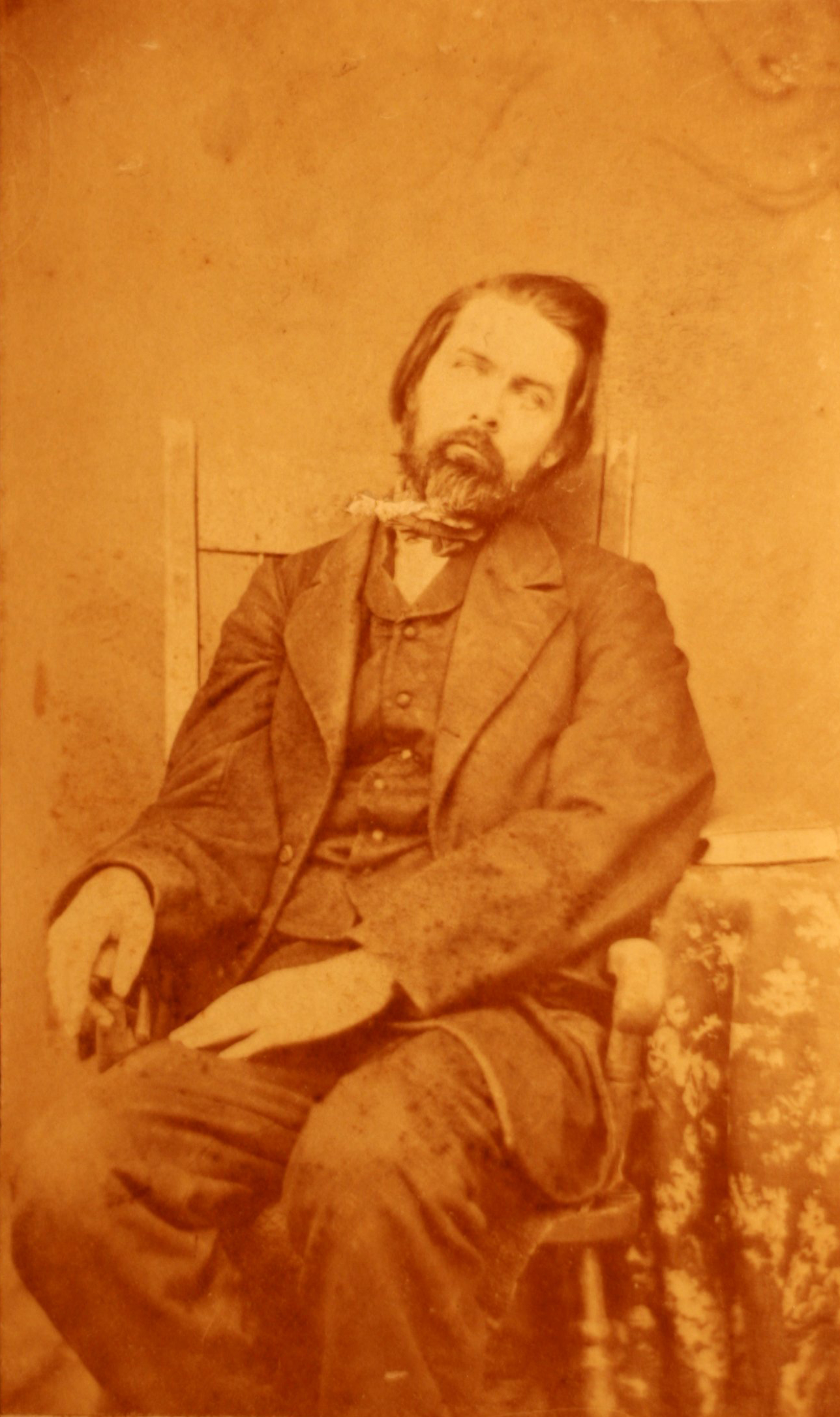
Fotografie muže středního věku, zemřelý je aranžován tak, aby vypadal jako živý, asi 1860

Posmrtná fotografie (jinak pamětní fotografie nebo memento mori) označuje fotografování nedávno zesnulého člověka. Existuje od samotného vynálezu fotografie v roce 1839 a našla využití v tisku, medicíně, patologii u policie a v dalších oborech. Tyto snímky poskytují především svědectví, které patří do oblasti vzpomínek a smutku, mohou však zobrazovat také nějaký příběh. Hodně posmrtných snímků bylo vytvořeno v 19. století v rámci rodiny a hrálo svou roli v rodinné fotografii.

## Historie a popularita

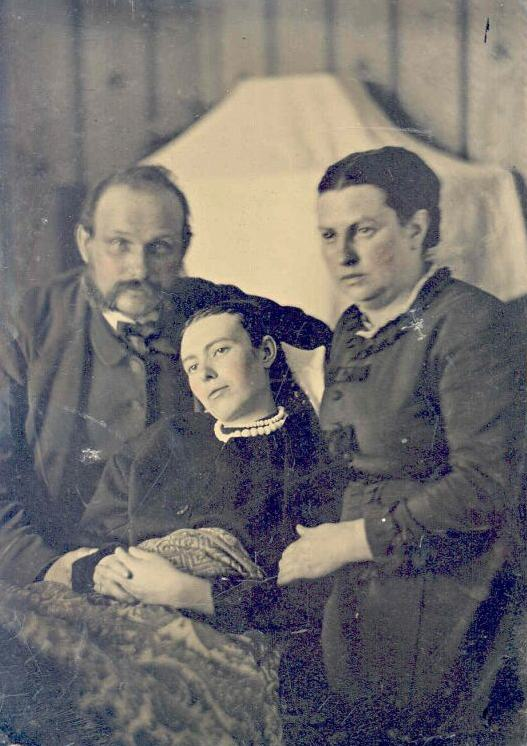
Rodiče pózují se svou zemřelou dcerou, tváře mají oživeny růžovým odstínem

Vynález daguerrotypie v roce 1839 usnadnil portrétování, protože mnozí z těch, kteří si nemohli dovolit namalovat portrét od malíře, si mohli objednat fotografii. Tento levnější a rychlejší způsob umožnil občanům střední třídy pořídit památku pro blízké příbuzné zemřelé osoby.
Posmrtné fotografie neměly připomínat smrtelnost, vznikaly většinou za účelem vytvoření památky na zesnulého. To platilo zejména u kojenců a malých dětí. Ve viktoriánském období byla míra dětské úmrtnosti značně vysoká a posmrtná fotografie byla jednou z mála vzpomínek na dítě, kterou rodina měla. Pozdější vynález carte de visite umožnil pořídit více kopií, které byly pořízeny z jednoho negativu, a kopie obrazu mohly být zaslány příbuzným.
Praktikování posmrtné fotografie dosáhla vrcholu popularity na konci 19. století a sama zanikla s příchodem rozšířené amatérské fotografie. Existují však příklady formálních portrétů až do 20. století.

## Vývoj

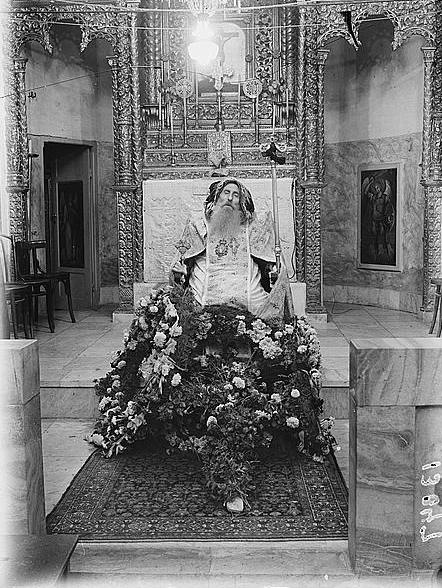
Syrský biskup sedící na svém pohřbu (asi 1945)

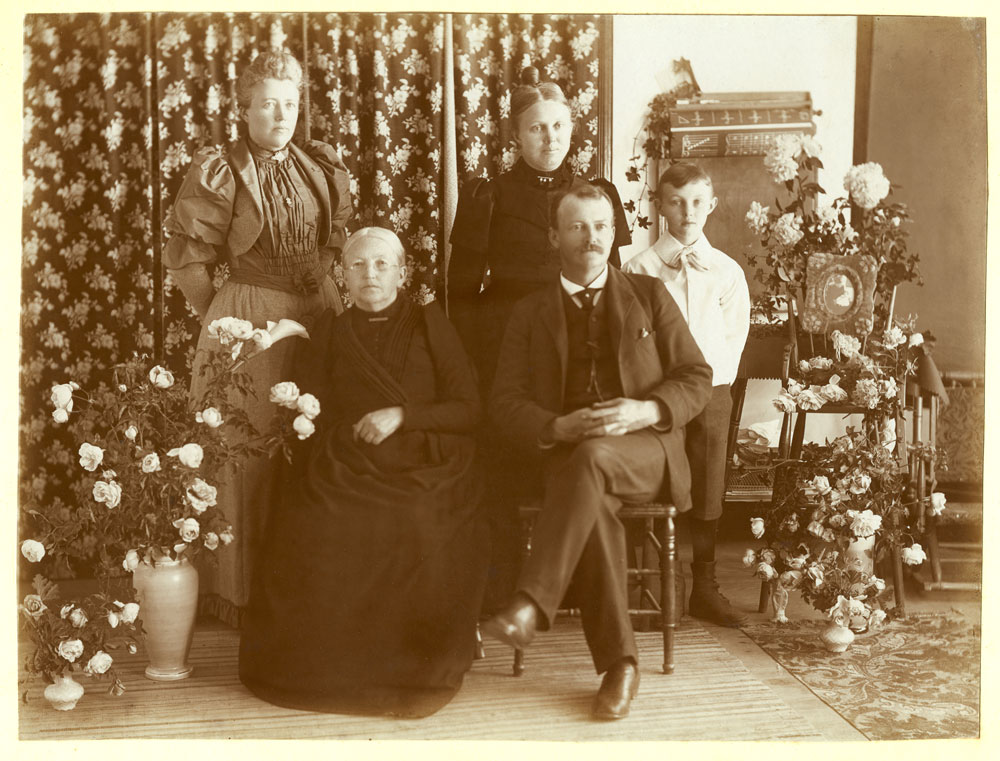
Tento smuteční snímek byl pořízen u příležitosti úmrtí v rodině, v pozadí je urna s ostatky zemřelého dítěte a členové rodiny jsou oblečeni ve smutečním černém šatu (asi 1894).

První posmrtné fotografie byly obvykle detailem obličeje nebo záběrem celého těla, ale málokdy byla zobrazena i rakev. Zesnulý je obvykle zobrazen jako by byl v hlubokém spánku, někdy se naaranžoval tak, aby působil co nejrealističtěji. Děti byly často v klidu na gauči nebo v postýlce, někdy se svou oblíbenou hračkou nebo jiným předmětem. Bylo obvyklé, že na společné fotografii byly velmi malé děti s dalšími členy rodiny, nejčastěji se svou matkou. Mrtví dospělí byli často posazeni na židli, nebo byli zafixováni pomocí speciálně konstruovaných opor. Na většině aranžovaných posmrtných fotografiích nechyběly květiny.
Navození efektu „života“ se někdy dosahovalo pomocí podpěrek otevřených očí nebo domalováním očních panenek na fotografický pozitiv a mnoho raných fotografických technik (zejména ferrotypie a ambrotypie) umožňovalo přidat do tváře mrtvoly růžový odstín.
Později se na mnoha příkladech ukázalo menší úsilí dosáhnout realistický vzhled, zesnulí často leží v rakvi. V pozdější době některé příklady ukazují zemřelého v rakvi s velkou skupinu účastníků pohřbu. Tento typ fotografie byl populární zejména v Evropě a méně ve Spojených státech.
Posmrtná fotografie se v některých oblastech světa stále praktikuje, například ve východní Evropě. Fotografie zachycující osoby považované za velmi svaté, ležící v rakvích, často kolovaly mezi katolickými věřícími na východě, mezi příslušníky pravoslavné církve nebo křesťany z východního pravoslavného společenství.
Variantou pamětního portrétu je snímek rodiny s relikviářem nebo se skříní s ostatky (obsahují obvykle živý obraz), věnovaný zesnulému.

### Malba jako inspirace

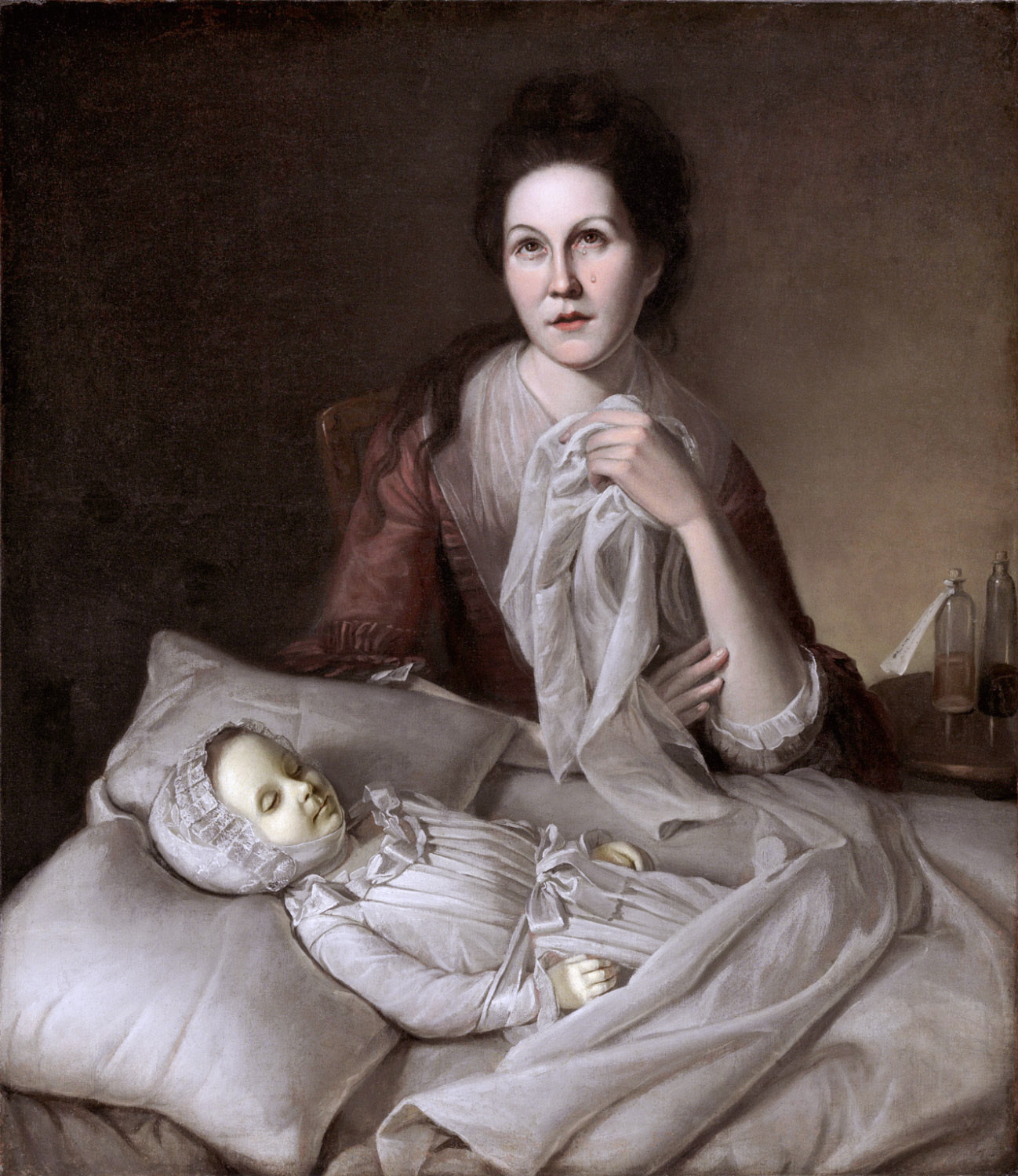
Charles Willson Peale: Plačící Ráchel, 1772

Malba zemřelých existovala před příchodem vynálezu fotografie, která pak po svém rozšíření tyto praktiky doplnila a později nahradila. Jedním z výsledků tohoto procesu byla ztráta živobytí mnoha malířů tohoto žánru. Jedním z mnoha důvodů, proč bylo malířství v tomto odvětví (a nejen v tomto...) nahrazeno, je fakt, že fotografie zobrazuje reálný otisk portrétovaného, v tomto případě zemřelého. Jde tedy o nezpochybnitelné svědectví existence fotografovaného, což prostřednictvím malířství nelze, malířství totiž realitu vytváří, zatímco fotografie má schopnost ji zachytit. Proto byly tyto, zejména Daguerrotypie, natolik využívány jako pamětní artefakty. Navíc zde mezi posmrtným portrétem a fotografií hrála velice důležitou roli také cena. Pořízení fotografie bylo totiž mnohonásobně levnější.
Známý je obraz amerického malíře Edwina Romanza Elmera (1850–1923 ) s názvem Smuteční obrázek (Mourning Picture) z roku 1890. Rodinný portrét zachycuje umělce, jeho manželku a jejich dceru Effie, která zemřela krátce před namalováním díla. Obraz je známý svými složitými detaily a kontrastem mezi rodinou zahalenou ve smutku, sedící v relativní tmě, a zemřelou dcerou, která je osvícena slunečním světlem.

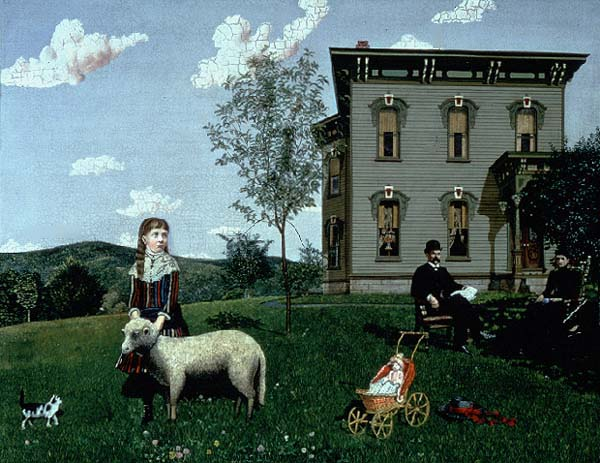
Edwin Romanzo Elmer: Smuteční obrázek, 1890
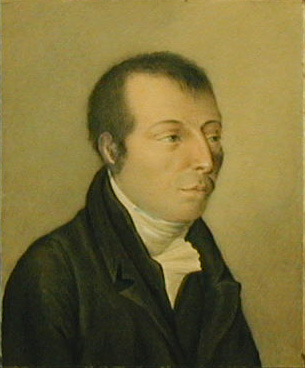
Pierre-Louis Panet (1761–1812), kterého po jeho smrti namaloval jeho synovec William Bent Berczy (1791–1873)

## Téma smrti v reportážní fotografii

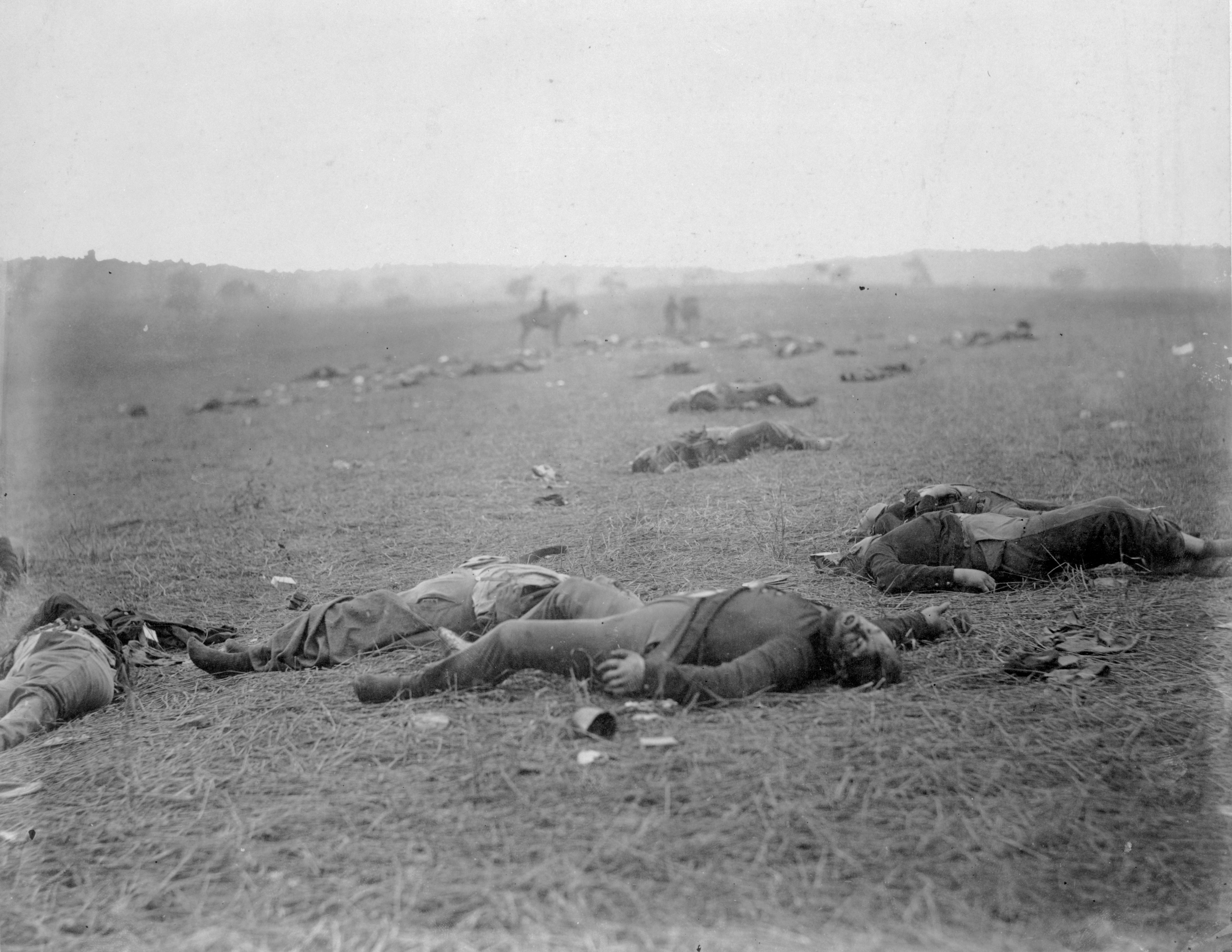
Timothy H. O'Sullivan: Sklizeň smrti: mrtví vojáci po bitvě u Gettysburgu 5–6. června 1863

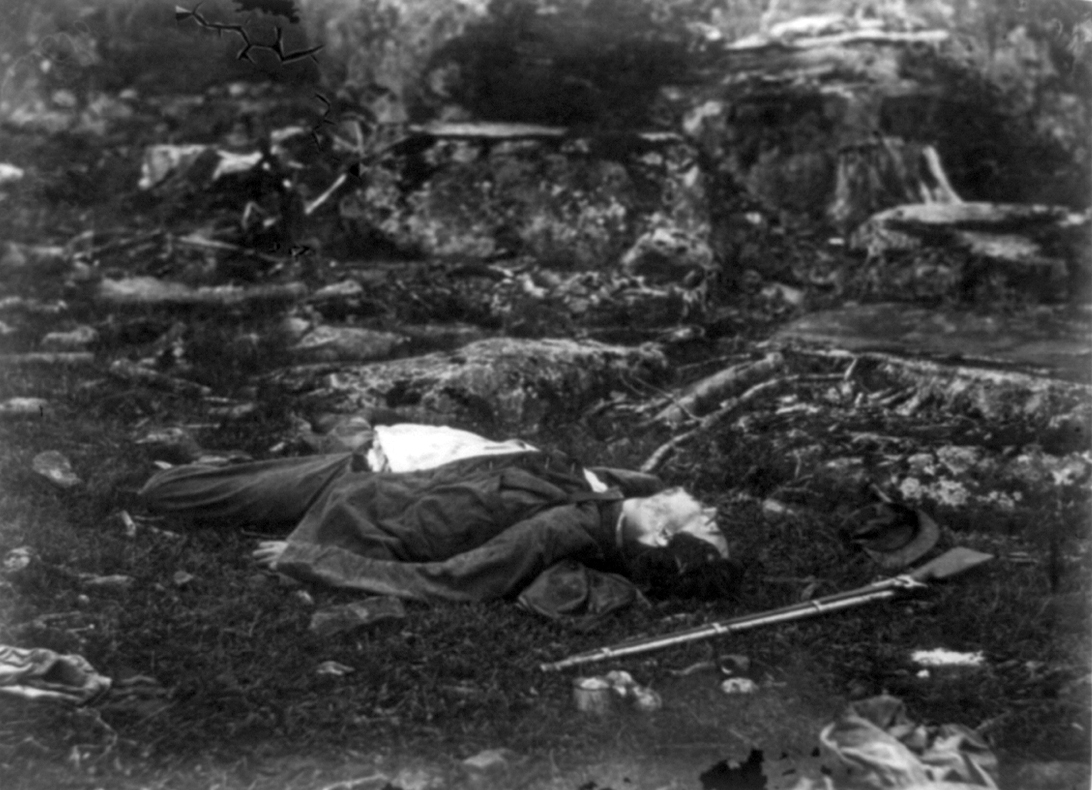
Alexandr Gardner: Poslední spánek ostřelovače: Bitva u Gettysburgu, 1863

První systematicky fotografovanou válečnou událostí, o které byla veřejnost informována prostřednictvím zpráv posílaných telegrafem, byla Krymská válka v letech 1853–1856. Nejvlivnějším reportérem byl zřejmě William Howard Russell z The Times, který si jako první novinář vysloužil označení „válečný zpravodaj“.
Jedním z prvních zpravodajů byl Sedmihradský Němec Carol Szathmari, dalšími pak britští reportéři William Simpson z Illustrated London Sport, Roger Fenton, James Robertson a Felice Beato. Jejich obrázky byly tehdy v novinách otiskovány jako rytiny, protože tisk polotónových fotografií byl drahý. Díky jejich zprávám v britském tisku se rozšířila povědomost o všeobecné nekompetentnosti politického vedení války. Na konci ledna roku 1855 britská vláda v čele s hrabětem Georgem Hamilton-Gordonem padla. Významným dokumentaristou událostí ve Francii byl Claude-Marie Ferrier, který v roce 1856 pořídil záběry povodně na Loiře a jako fotograf doprovázel císaře Napoleona III. v době jeho tažení do Itálie v roce 1859. V dánsko-pruské válce v roce 1864 fotografovali Christian Friedrich Brandt a Charles Junod, kteří většinu snímků pořídili na stereo formát. V německo-francouzském konfliktu v letech od roku 1870 do roku 1871 fotografovali většinou zcela neznámí fotografové (až na Carla Friedricha Myliuse z Frankfurtu).
Zprávy z americké občanské války (1861–1865) dodával fotograf Mathew Brady, který si uvědomil historický význam války „Severu proti jihu“ pro budoucí generace a další osud země. Protože chtěl zachycovat průběh války na více bojištích, vytvořil ze svých asistentů několik týmů, které cestovaly s pojízdnými laboratořemi na různých frontách. Mathew Brady zaměstnával celou řadu fotografů, kromě jiných také Jamese Gardnera, Williama Pywella nebo George N. Barnarda. Bradyho významným týmovým spolupracovníkem byl Alexandr Gardner, který se roku 1863 osamostatnil.
Gardner fotografoval většinou krátce po skončení bitev. Nevyhýbal se ani detailním pohledům na mrtvé. Později se však ukázalo, že nejméně jedna Gardnerova fotografie je zmanipulovaná. V roce 1961 Frederic Ray z magazínu Civil War Times srovnával několik Gardnerových fotografií, na kterých byli dva mrtví konfederační ostřelovači a zjistil, že stejný padlý byl fotografován o několik metrů dál na jiném místě. Zdá se, že Gardner nebyl s kompozicí spokojen, a nechal těla různě zpřeházet. Vytvářel tak vlastní verzi reality. Rayovu analýzu ještě rozšířil v roce 1975 William Frassanito. Velmi známé jsou Gardnerovy reportážní snímky z pohřbu Abrahama Lincolna a seriál z popravy atentátníků. Patrně poprvé v dějinách fotografie bylo v jeho reportáži využito dramatického účinku střídání celkových záběrů a detailů v delším časovém úseku, neboť Gardner zachytil nejen průběh popravy, ale i tváře atentátníků.
Dalším fotografem Bradyho týmu, který kromě informativnosti dbal také na kompozici, byl Timothy H. O'Sullivan. Nekonvenčně využíval pohybové neostrosti tam, kde mohl zvýraznit dramatičnost situace. O'Sullivan počátkem června 1863 pořídil známý snímek Sklizeň smrti, na kterém leží mrtví vojáci po bitvě u Gettysburgu v Pensylvánii.

### Bismarck na smrtelné posteli

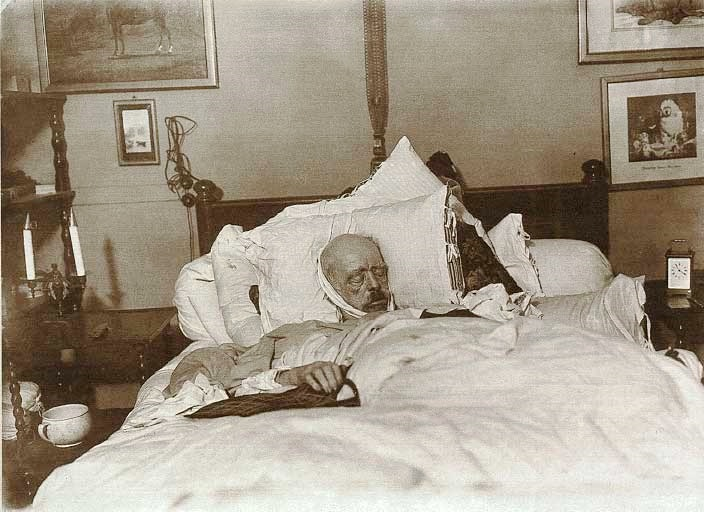
Willy Wilcke a Max Priester: Bismarck na smrtelné posteli, 31. července 1898

Bismarck na smrtelné posteli je mimo jiné název černobílé fotografie bývalého kancléře Otto von Bismarcka bezprostředně po jeho smrti, která iniciovala novinářský skandál v Německé říši. Bez ohledu na to existuje několik současných obrazů s názvem Bismarck na smrtelné posteli.
Dne 30. července 1898 kolem 23:00  Bismarck zemřel ve své posteli ve Friedrichsruhu . Jeho rodina, sousedé, služebnictvo a lékař Ernst Schweninger byli svědky této události. Nebyla vyrobena žádná posmrtná maska, ani nedošlo k veřejnému vystavení zemřelého. Příbuzní pouze pověřili spisovatele a fotografa Arthura Mennella, který bydlel v nedaleké hájovně, aby pořídil několik fotografií prince na smrtelné posteli, které měl zpřístupnit výhradně rodině Bismarcků.
Přesto se podařilo zhotovit fotografie i hamburským fotografům Willymu Wilckemu a Maxi Christianovi Priesterovi. Podplatili Bismarckova lesníka a starostu Louise Spörckeho, který je průběžně informoval o stavu umírajícího. Několik hodin po Bismarckově smrti, když Spörcke držel noční službu, získali nelegálně přístup do komnaty smrti. Přes okenní parapet se dostali do místnosti a pořídili fotografii zesnulého s hořčíkovým bleskem. Wilcke předtím upravil polštář tak, aby byla Bismarckova hlava lépe vidět. Hodiny na nočním stolku byly nastaveny na 20 minut po 11 (tj. 23:20) i když ve skutečnosti už byly 4 hodiny ráno.
Dne 2. srpna oba fotografové prostřednictvím inzerátů v berlínských novinách Tagesrundschau a Lokalanzeiger hledali kupce pro snímek, který předtím vyretušovali, odstranili z něj noční náčiní a kostkovaný kapesník. V pokoji Grand Hotel de Rome Unter den Linden představili obraz ke zhlédnutí a k prodeji. Zájemce nabídl 30 000 marek (při dnešní hodnotě asi 220.000 euro) plus 20 % podíl na zisku.
Dne 4. srpna byli zatčeni a fotografie zabavena. Spörcke byl odsouzen k osmi měsícům vězení, Wilke a Priester k pěti měsícům. Oba fotografové dva roky marně u soudu bojovali o navrácení fotografie.

## Odpověď současné fotografie

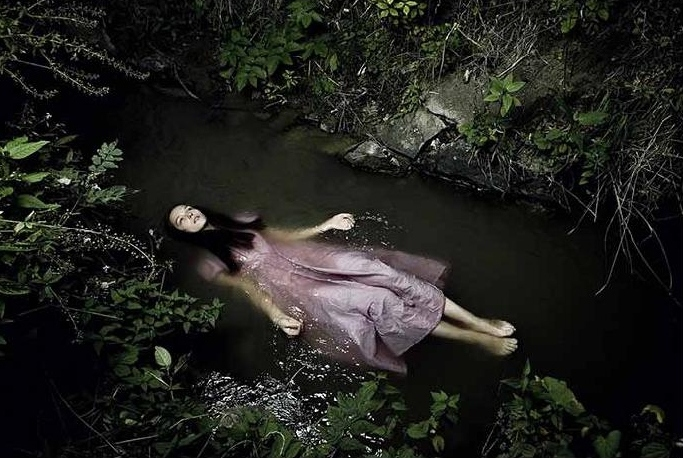
Jan Faukner: Ofélie - inspirace z tragické hry Tragédie o Hamletovi Williama Shakespeara

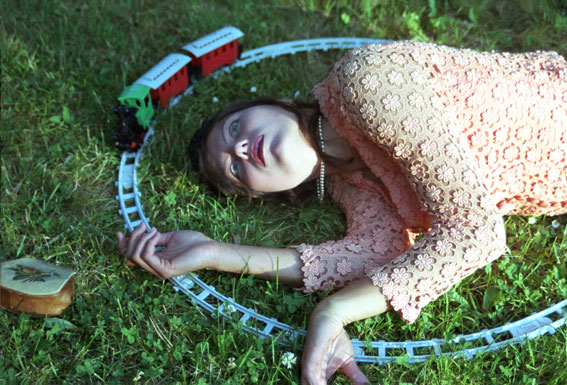
Barbora Bálková: Sebevraždy - Anna Karenina, 2004

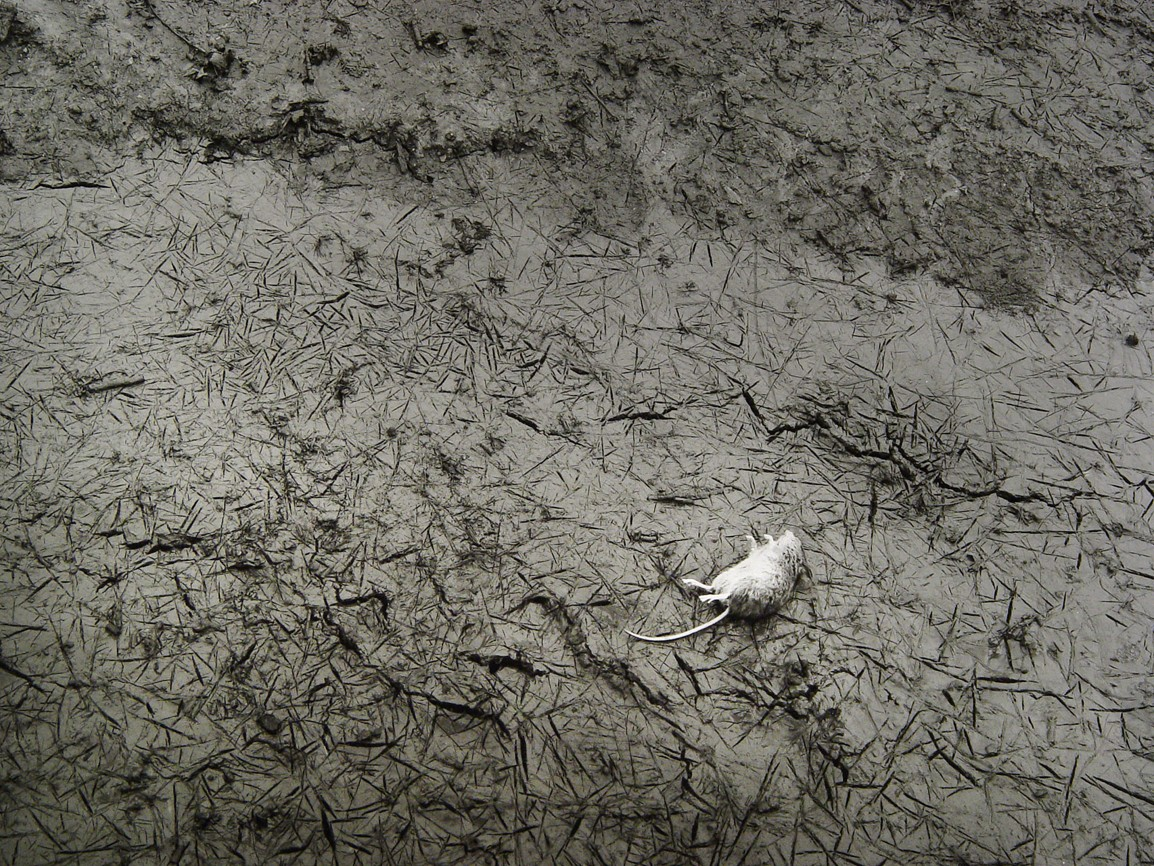
Tomáš Rasl: Nevyjasněné úmrtí, 2002

Posmrtná fotografie přestala být v Severní Americe a západní Evropě běžnou praxí a do značné míry ustala. Zobrazování těchto snímků se začalo považovat za vulgární, senzacechtivé a tabu. To je však v příkrém kontrastu s krásou a citlivostí, která je vnímána ve starší tradici. Snad to svědčí o kulturním posunu současné civilizace, který může odrážet širší společenské potíže se smrtí. Fotografie několika současných umělců znamenají dialog, který pomáhá osvětlit záměr raných děl.

### Dokumentární posmrtná fotografie
Kontroverzní mrtvoly v márnici od fotografa Andrese Serrana představují fotografie obětí násilných činů pojatých způsobem „zkrášlených portrétů“.
Podobně pracuje mexický bulvární fotograf Enrique Metinides, který je známý svými kontrastními a často děsivými zobrazeními života a smrti v Mexico City. Dokumentuje oběti na místě činu pomocí výtvarné kompozice a nečekané estetiky. Své práce vystavuje v galeriích po celém světě a dokonce sklízí pozitivní kritické reakce.

### Aranžovaná posmrtná fotografie
Možná ještě více kontroverzní než Serrano je Joel-Peter Witkin, který používá mrtvoly jako rekvizity pro své hrůzostrašné výjevy.
Irský fotograf Maeve Berry nachází estetický kompromis v zachycení částí těl uprostřed hořícího ohně při spalování mrtvol.
Američan Gregory Crewdson proslul svými technicky náročně komponovanými, surrealisticky laděnými scénami.
Erwin Olaf se nevyhýbá kontroverzi, jeho práce jsou často odvážné a provokativní. Na snímcích z cyklu Royal Blood (Královská krev) zobrazil například princeznu Dianu (Di, † 1997), carevnu Alexandru (Carevna Alexandra, † 1918) nebo princeznu Sissi (Sissi, † 1898) další snímky z cyklu zobrazují Julia Caesara, Marii Antoinettu se stopami krve a předměty, které zavinily jejich smrt. Například Sissi měla zaražen pilník v hrudníku, Diana symbol Mercedesu a Alexandra stopy po kulkách z pistole.

### Módní posmrtná fotografie
Ke spojení módní fotografie a smrti (a především k trendu je kombinovat) se vyslovila některá periodika, především The Guardian článkem z ledna 2014 How female corpses became a fashion trend (Jak se ženské mrtvoly staly módním trendem). Ve stejné době The Daily News rozebíral šokující fotografii Davida Finchera Gone Girl stejnojmenného filmu, která se dostala na přední stranu časopisu Entertainment Weekly, na níž Ben Affleck na hranici dobrého vkusu paroduje slavnější snímek Johna Lennona s Yoko Ono.
V červenci 2013 časopis Vice produkoval a publikoval ve speciální edici nazvané Last Words (Poslední slova) sérii fotografií Annabel Mehranové, ve které byly rekonstruovány smrti a sebevraždy různých spisovatelek. Modelky, které hrály v jejich rolích, zde byly oblečeny v aktuálních modelech a nechyběly popisky pro čtenáře, kde si je mohou koupit. Na tento počin (a jeho nevkusnost) zareagoval například článek na serveru Jezebel a další. Vice magazine nakonec fotografie ze svých stránek stáhl s oznámením, které by se dalo označit za omluvu.
V září 2016 v časopisu V se spolu s tématem morbidního módního focení u jedné fotografie objevuje i kabelka doplňující téma nápisem „Drop dead gorgeous“ (zaklepejte bačkorama nádherná).
Na příklady (podle jeho hodnocení) nevkusného spojení módy „kultu smrti a dehumanizace“ často reaguje anglicky psaný server Vigilant Citizen, který se k tomuto trendu stavá velmi kriticky.

### České země
Cyklus Sebevraždy nasnímala v roce 2004 Barbora Bálková. Ve své práci spojuje klasické prostředky malby a fotografie s novými médii. Různými vyjadřovacími prostředky zachycuje zejména prožívání a proměny lidské identity, často s akcentem na ženskou zkušenost. Sjednocujícím přístupem tvorby Barbory Bálkové je absurdní humor a parodie na jedné straně a na straně druhé specifická magičnost divadelní estetiky.
Člen skupiny Český dřevák Tomáš Rasl od roku 2002 pracuje na černobílém cyklu Nevyjasněná úmrtí.

## Posmrtná fotografie ve filmu
- Posmrtná fotografie vystupuje jako stěžejní proprieta, zodpovědná za závěrečné rozuzlení americko-španělského hororu Ti druzí režiséra Alejandra Amenábara z roku 2001.
- Posmrtná fotografie je též obor hrdinky béčkového filmu Zvrhlá biologie Franka Henenlottera z roku 2008, s tím, že lidi, kteří se stanou předmětem snímku, tato fotografka sama zabíjí.

## Galerie

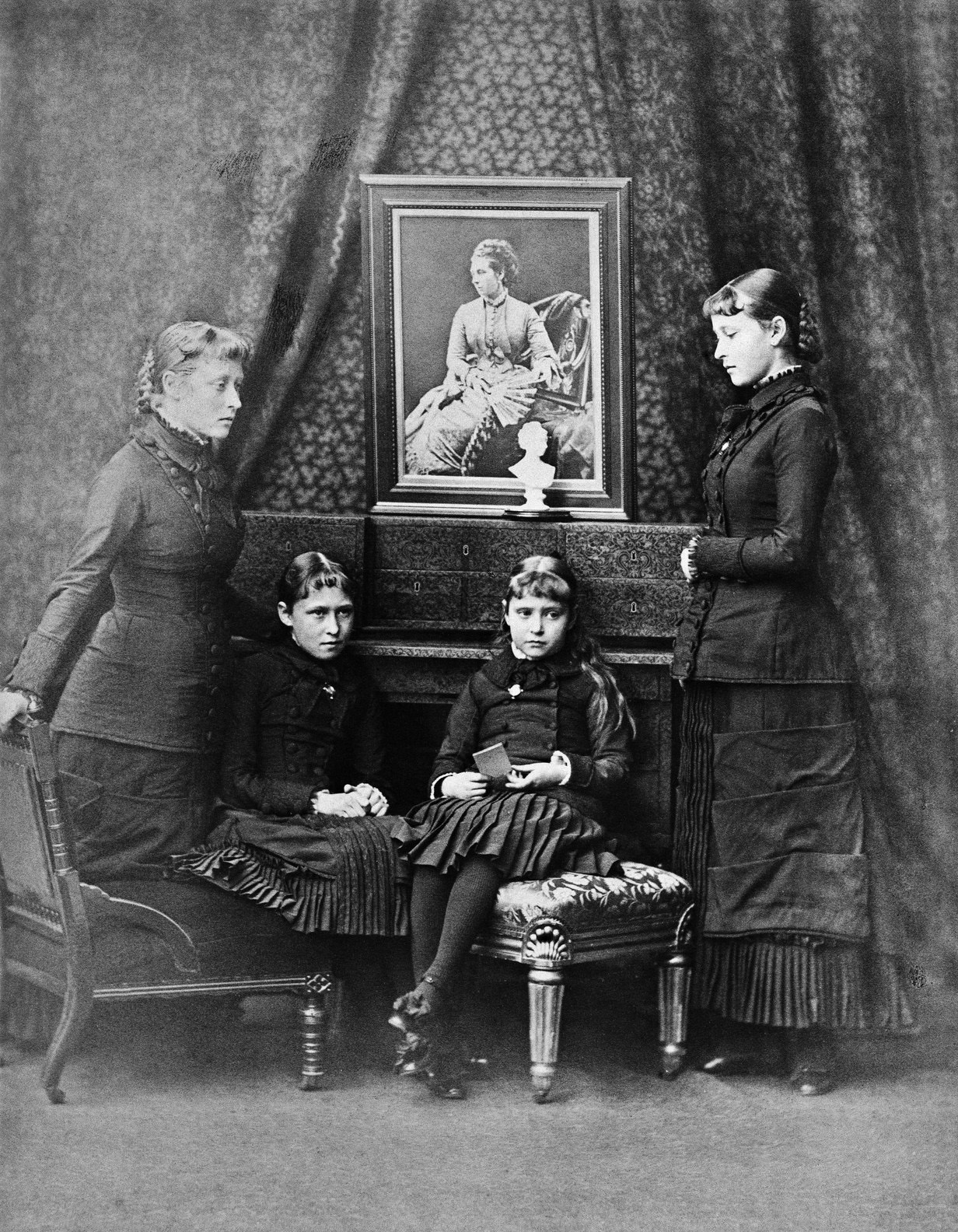
Hills & Saunders: Princezny Viktorie, Alžběta, Irena a Alix Hesenské truchlí po smrti své matky, únor 1879
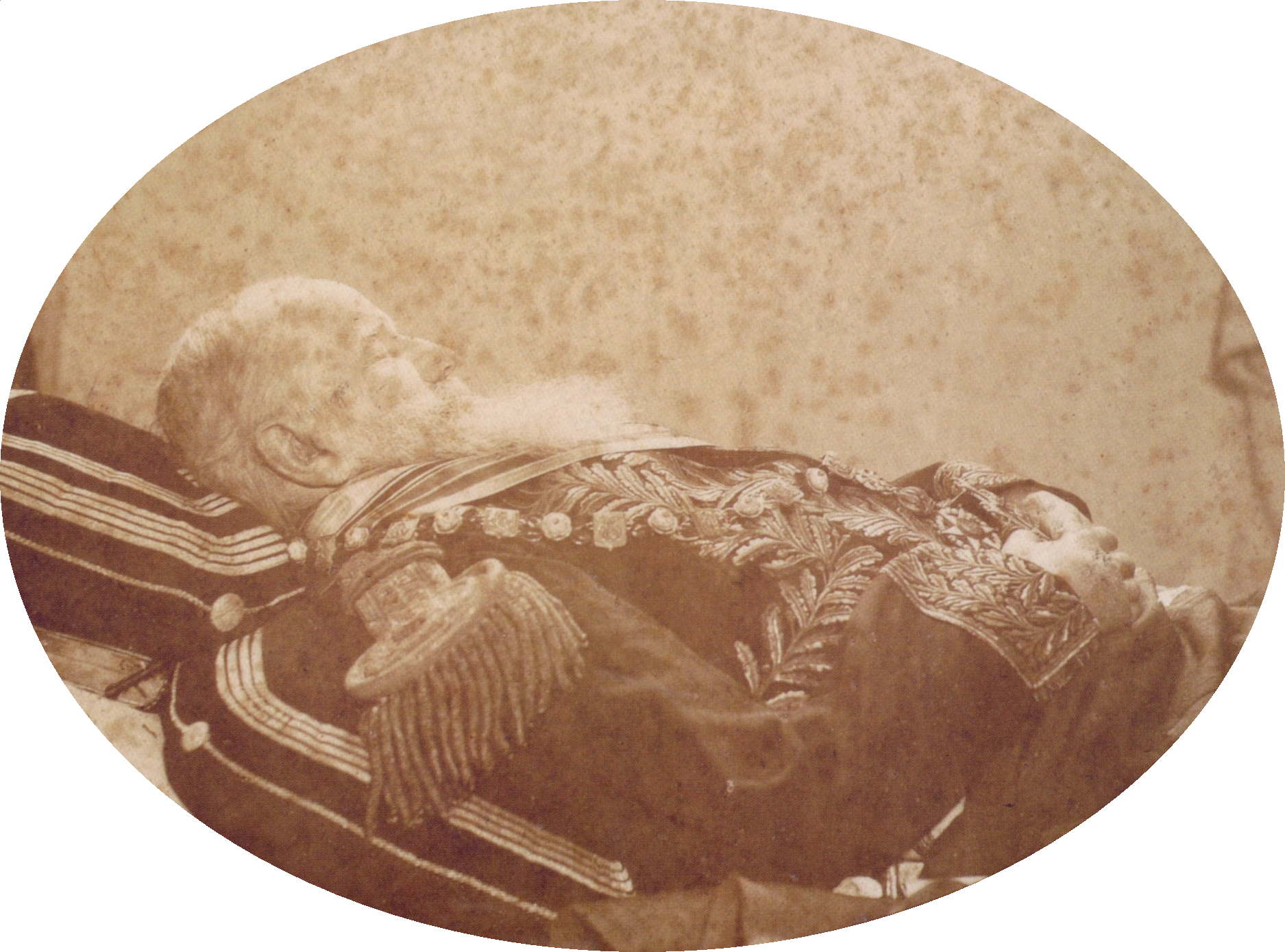
Pedri II, 1891
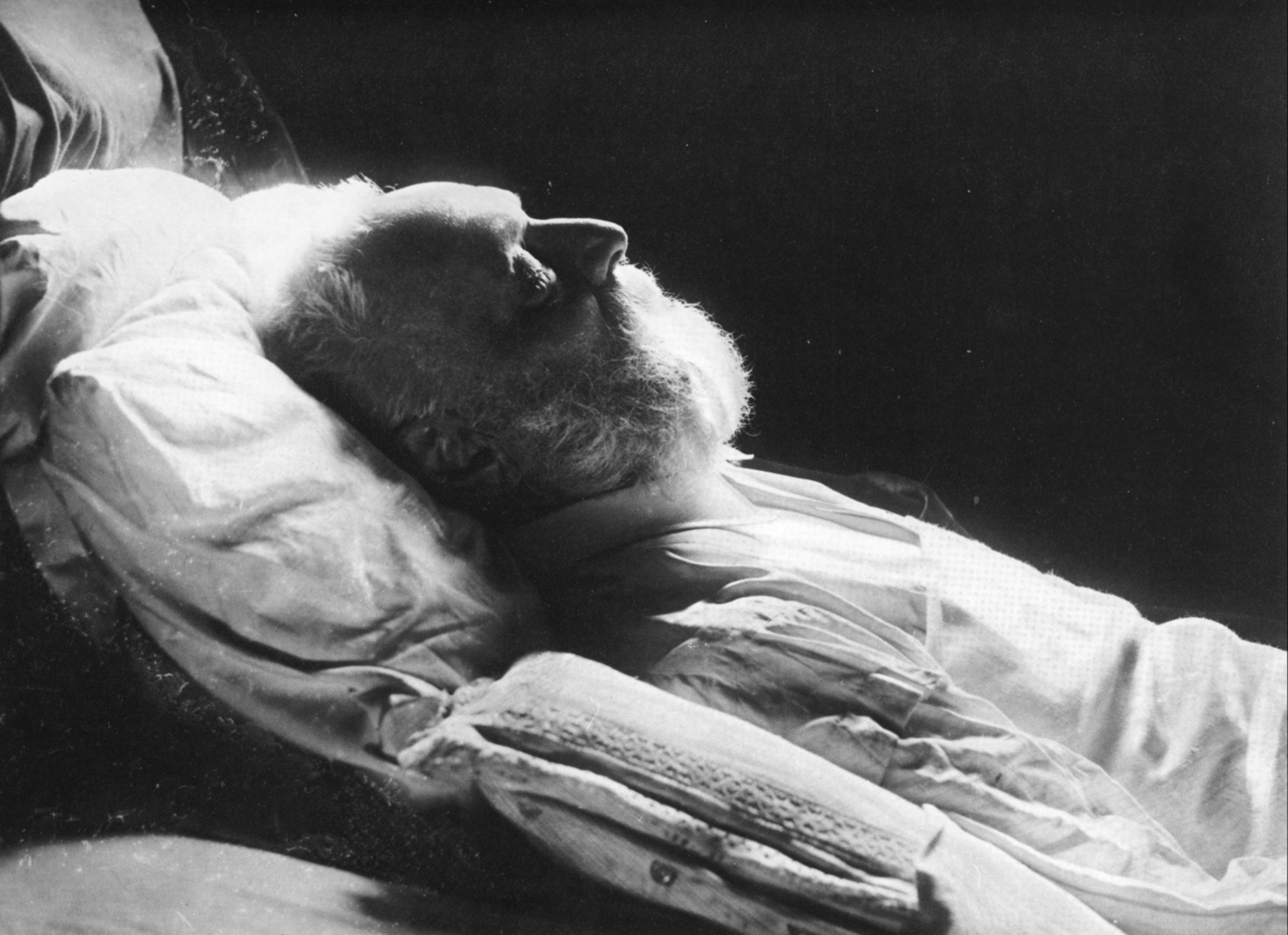
Félix Nadar: Victor Hugo
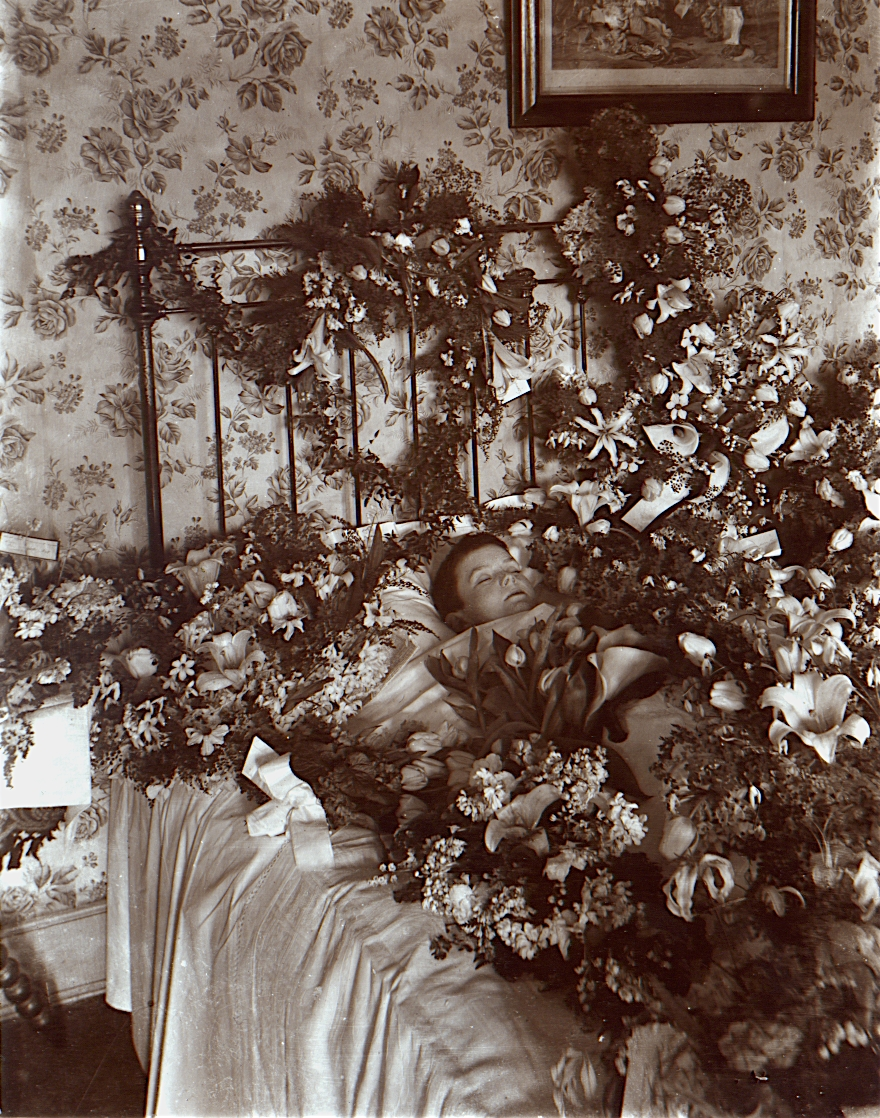
Dítě s květinami
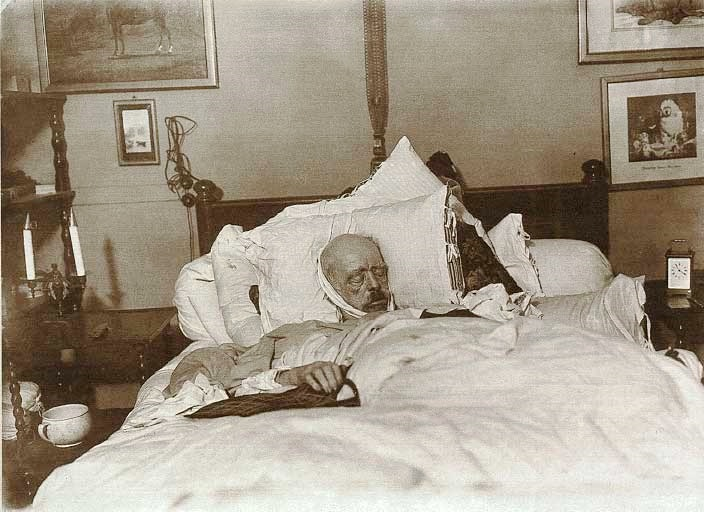
Otto von Bismarck na smrtelné posteli, 1898
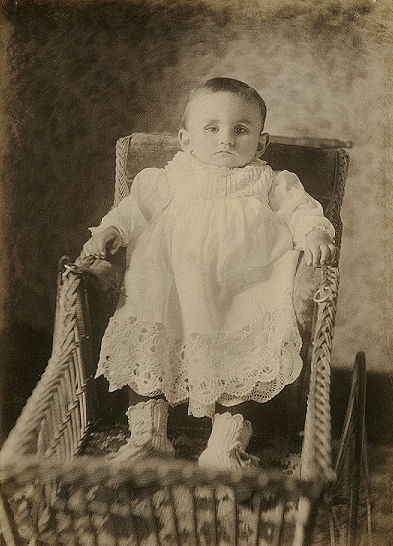
Dítě v kočárku
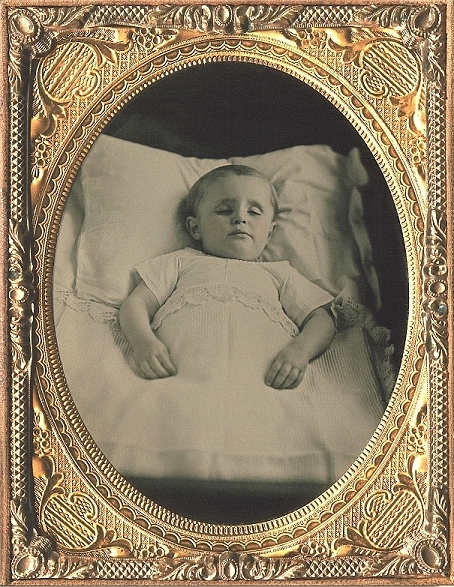
Dítě v postýlce, asi 1850
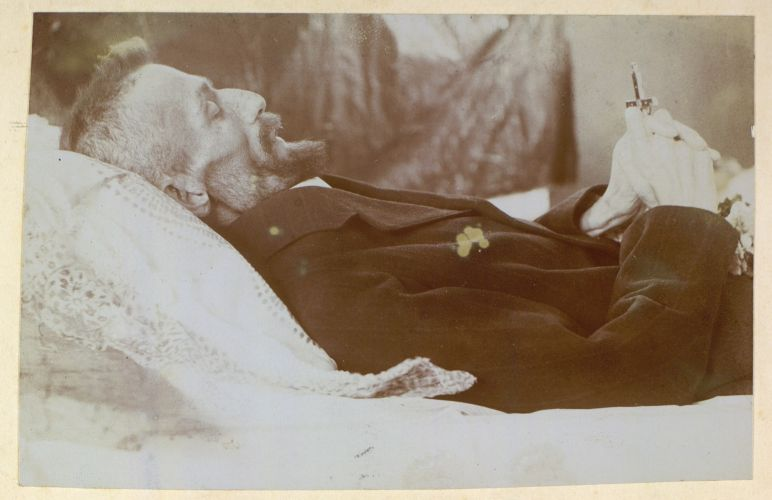
Fran Vesel: Ivan Grohar, posmrtná fotografie